# Blénod-lès-Toul
Blénod-lès-Toul är en kommun i departementet Meurthe-et-Moselle i regionen Grand Est (tidigare regionen Lorraine) i nordöstra Frankrike. Kommunen ligger i kantonen Toul-Sud som tillhör arrondissementet Toul. År 2022 hade Blénod-lès-Toul 1 028 invånare.

## Befolkningsutveckling
Antalet invånare i kommunen Blénod-lès-Toul
| Referens: INSEE |